# Религия в Сальвадоре
Религия в Сальвадоре по состоянию на 2013год
 Католики (54 %) Протестанты (31 %) Атеисты и Агностики (10 %) Другие (5 %)
Религия в Сальвадоре исторически играет важную роль в обществе. Основной религией традиционно является католицизм латинского обряда. Конституция страны гарантирует свободу вероисповедания. По данным 2013 года при населении в 6,1 миллиона человек более 85 % граждан республики верят в Бога. Подавляющее большинство исповедуют христианство.
Согласно исследованиям Института общественного мнения при Центральноамериканском университете, проведённых им в мае 2013 года 51 % населения республики Эль-Сальвадор являются  католиками, 33 % — протестантами, 14 % — атеистами или агностиками и 2 % мусульманами, иудаистами, буддистами, кришнаитами, мормонами, Свидетелями Иеговы или исповедуют традиционные культы коренных жителей Америки . Однако по данным частной статистической компании Латинобарометро в том же 2013 году католиками являются 54 %, 31 % составляют протестанты, 10 % являются атеистами или агностиками, 4 % — исповедующими другие религии и 1 % отказались отвечать на вопрос об отношении к религии и религиозной принадлежности. По данным того же агентства, в 1996 году 67 % населения считали себя католиками, 15 % — протестантами.